# SC Janus Köln
Der Sportclub Janus e. V. (SC Janus) ist der europaweit älteste und größte Sportverein für Lesben, Schwule und befreundete Personen: Insbesondere queere Menschen, aber offen für alle. Der Verein mit Sitz in Köln leistet über sportliche Aktivitäten hinaus einen Beitrag zur Förderung von Toleranz gegenüber LGBTIQA+ und wurde dadurch überregional und außerhalb der schwul-lesbischen Community bekannt.

## Geschichte

### Gründung
Der Verein wurde 1980 von schwulen Volleyballspielern als Volleyballclub Janus (VC Janus) in Köln gegründet und war damit der erste Verein Europas für schwule Sportler. Zu dieser gesellschaftspolitisch noch deutlich heteronormativeren Zeit sollte die doppelgesichtige römische Gottheit Janus auf den damals typischerweise im Verborgenen gelebten homosexuellen Kontext hinweisen. Ein offenes Bekenntnis zur sexuellen Orientierung erfolgte 1989.

### Weitere Sportangebote und gewählte Ausrichtung
Da Nachfrage bestand, wurde das Vereinsangebot um Sportarten wie Badminton, Gymnastik oder Schwimmen erweitert. 1991 erfolgte die Umbenennung zum aktuellen Vereinsnamen Sportclub Janus (SC Janus), der dem zunehmend breiteren Angebot gerecht wurde. Auch seltener anzutreffende Sportarten finden sich, etwa die 1993 gegründete Männercheerleadergruppe „Pink Poms“, die eine der ersten Gruppen dieser Sportart in Europa war, aber auch Billard, Krav Maga und Thai Chi. Die Frauenquote lag anfangs bei etwa 10 Prozent und war damit eher gering. Die in der Szene typische Grundsatzfrage, ob die bislang mehrheitlich schwule Zielgruppe um die lesbische erweitert werden sollte, wurde 1995 mit der Einrichtung des Postens einer Frauenbeauftragten zugunsten eines gemeinsamen Sportvereins für die gesamte Szene entschieden. Die derzeitige Frauenquote beträgt rund 40 Prozent.

### Derzeitiger Stand
2025 zählt der Verein etwa 2.200 Mitglieder und bietet 45 Sportarten in 80 Trainingsangeboten im Breiten- und Leistungssport. Der Verein ist somit derzeit der größte Sportverein für die Zielgruppe in Europa. Das durch die Mitglieder gewählte Vereinsmotto lautet: „SC Janus – mehr als Sport“ und zielt auf eine Haltung für Integration und gegen Ausgrenzung. Nach eigenen Angaben bewegt sich der Verein unter den 15 mitgliederstärksten Sportvereinen Kölns.

## Sportliche Veranstaltungen und Erfolge

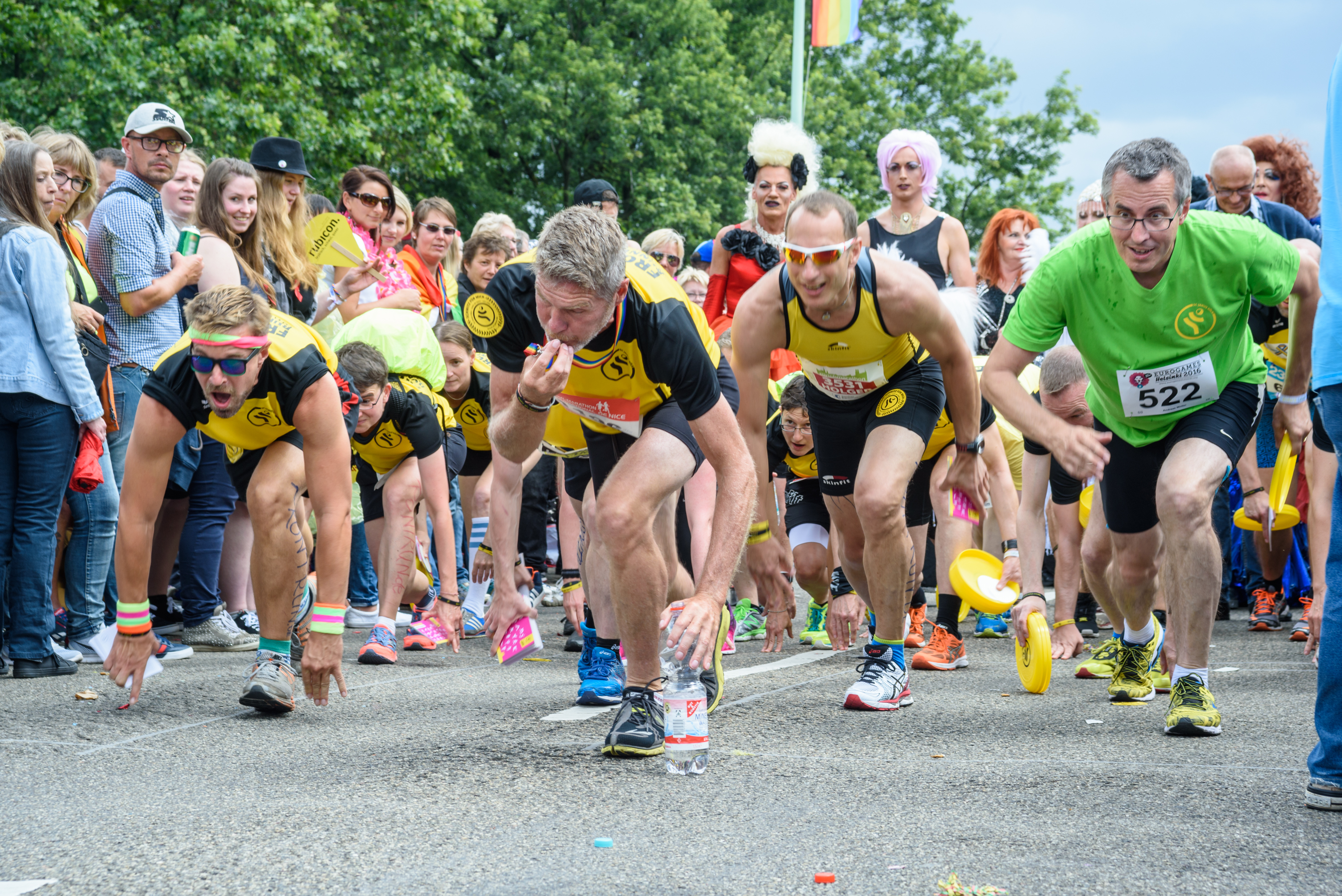
Demonstration der Laufabteilung Frontrunners des Vereins beim CSD 2016 in Köln.

1994 richtete der Verein das Turnier European Gaysport Championship Cologne aus. Im gleichen Jahr nahm die Fußballmannschaft „Cream Team Cologne“ des Vereins an den Gay Games in New York City teil und gewann ihre erste Goldmedaille. 1995 begründete die Mannschaft den inzwischen in Köln etablierten Come-Together-Cup, bei dem der ehemalige Kölner Oberbürgermeister Jürgen Roters Schirmherr ist. Das jährlich stattfindende Benefizturnier hat neben dem sportlichen Wettkampf das Anliegen, Begegnungen verschiedener Personenkreise zu fördern sowie finanzielle Mittel für gemeinnützige Zwecke zu sammeln.
Im Jahr 2000 folgte mit der Ausrichtung der schwul-lesbischen Fußball-Weltmeisterschaft die nächste sportliche Großveranstaltung des Vereins. 2010 bewarb sich der Verein erfolgreich als Gastgeber der Gay Games, die unter Vereinsbeteiligung von der games cologne gGmbH ausgerichtet wurden. Vereinsmitglieder nehmen selber erfolgreich an Turnieren teil.

## Vereinsorganisation und Verbandsarbeit
Der Vorstand besteht aus neun Personen, darunter einer Vorstandsvorsitzenden (Stand 2017) nach § 26 BGB. Neben Mitgliedschaften in diversen Sportverbänden, die sich durch die jeweiligen Sportbereiche ergeben, arbeitet der SC Janus auch mit anderen Organisationen wie dem Centrum Schwule Geschichte und der Stadt Köln, die für die Offenheit gegenüber der Queeren Community bekannt ist, sowie dem Land Nordrhein-Westfalen zusammen. Beispielhaft ist die Ausstellung Gegen die Regeln – Lesben und Schwule im Sport. Diese wurde vom Ministerium für Familie, Kinder, Jugend, Kultur und Sport des Landes Nordrhein-Westfalen initiiert und gemeinsam mit dem Centrum Schwule Geschichte in Köln und dem SC Janus gestaltet. Darüber hinaus ist der Verein unter anderem Mitglied im Kölner Lesben- und Schwulentag (KLuST), der den Cologne Pride in Köln ausrichtet, im Schwulen Netzwerk NRW, in der LAG Lesben in NRW, in der die Gay Games ausrichtenden Federation of Gay Games sowie der European Gay and Lesbian Sport Federation (EGLSF).

## Auszeichnung
- 2023 Jean-Claude-Letiste-Preis[23]

- 2025 Kompassnadel des Queeren Netzwerkes NRW[24]